# Spiccato
Le spiccato (à ne pas confondre avec sautillé) est une technique des instruments à cordes frottées, dans laquelle l'archet quitte la corde après avoir produit un son court attaqué, ou au moins renforcé, pour se poser à nouveau silencieusement et recommencer en sens inverse, en poussant après un tiré, tirant après un poussé. Le terme vient de l'italien spiccare.

## Technique
Selon Marie Leloup et Julia Bushkova, avec plus de nuances cependant, on réalise le spiccato en "saisissant" préalablement la corde, immobilisant la mèche avec pression, pour ensuite imprimer un geste court, de vitesse immédiate, décollant et bloqué en l'air réalisant ainsi une attaque active. On "saisit" à nouveau la corde (toujours près du centre de gravité appelé aussi "point d'équilibre") pour recommencer dans l'autre sens. Ladite attaque sera simplement renforcée (spiccato doux) ou explosive selon le rendu désiré
De la description comme quoi :"L'archet est tenu un peu au-dessus de la corde, sur laquelle il rebondit, produisant une série de notes courtes, accentuées et détachées, grâce à l'élasticité de la corde et à la souplesse naturelle de l'archet, les coups d'archet devant être très courts." on peut retenir les termes :"série de notes courtes et accentuées" le reste correspond plus au sautillé car l'essentiel du spiccato consiste dans l'attaque de chaque note par un geste partant de la corde et non au dessus de la corde donc plus contrôlé que rebondissant. 
La vitesse du spiccato dépend de la position de l'archet. Au point d'équilibre — à un tiers du talon —, le spiccato est lent, alors que vers le milieu la vitesse augmente ... nous faisant évoluer vers le sautillé du fait que l'immobilisation silencieuse de l'archet contre la corde est plus difficile loin de son centre de gravité.
La vitesse peut également être contrôlée en variant la hauteur de l'archet au-dessus de la corde : plus il est haut et plus il lui faut de temps pour revenir sur la corde, produisant un spiccato plus lent.
Le spiccato peut également être modifié en inclinant l'archet : avec la mèche à plat, l'archet rebondit plus et raccourcit la note ; avec la mèche inclinée, le spiccato est plus moelleux.

## Histoire
Selon David Dodge Boyden (en) et Peter Wals dans le New Grove Dictionary, les termes spiccato et staccato étaient considérés comme équivalents avant la moitié du XVIIIe siècle. Ils citent en exemple le Dictionnaire de musique de Sébastien de Brossard de 1703 et L'École d'Orphée, Méthode de violon dans le goût Français et Italien de Michel Corrette de 1738, où spiccato est défini comme « simplement détaché ou séparé, par opposition à legato ».
La définition de spiccato comme coup d'archet rebondissant émerge plus tard dans le XVIIIe siècle. D'un usage répandu au XIXe siècle, il s'accroît encore au XXe siècle.
La possibilité d'exécuter le spiccato a été facilitée par le développement de l'archet Tourte — archet moderne à profil concave développé par François Xavier Tourte, avec Giovanni Battista Viotti.